# Aanikai
Aanikai è la principale isola di Tabiteuea Nord, nelle Kiribati.
La sua superficie è di 22,4 km² (sui 24 km² di tutta la parte settentrionale dell’atollo).